# Burg Ringen
Burg Ringen (estnisch Rõngu vasallilinnus) war eine Vasallenburg des Bistums Dorpat, dessen Ruinen sich in der Nähe des Dorfes Lossimäe nördlich von Rõngu (deutsch: Ringen) befinden.

## Geschichte
Die Burg wurde östlich des Wirzsees (Võrtsjärv) in der ersten Hälfte des 14. Jahrhunderts an einer wichtigen Verbindungsstraße nach Dorpat errichtet, um zusammen mit den Burgen Kawelecht, Randen und Kongota den Südwesten des Bistums Dorpat zu schützen. Im Süden bildeten die Burgen Sommerpahlen, Ülzen und Anzen eine ähnliche Burgenkette.
Seit Ende des 15. Jahrhunderts werden dort die Tödwen als Besitzer erwähnt. Das Kirchspiel Ringen wird seit 1449 wiederholt genannt. Der Papst bewilligte 1413 Besuchern und Unterstützern der Heiligkreuzkapelle der Burg einen Ablass.
Während des Livländischen Krieges belagerten Truppen unter Koadjutor Gotthard Kettler die von russischen Truppen besetzte Burg. Am 30. Oktober wurde die Burg übergeben, im November desselben Jahres zogen sich die Deutschen jedoch zurück und verbrannten die Burg.
Im Jahr 1759 erhielt sie Dmitri Wolkow, der sie 1766 dem Grafen Manteuffel verkaufte. Sein Nachkomme Gotthard Graf Manteuffel verkaufte sie 1874 an Richard von Loewis of Menar und dieser 1875 an Conrad von Anrep.

## Bauwerk
Die Höhenburg war eine Burg des Kastelltyps. Die Haupteinfahrt war mit einem großen Torgebäude versehen, über dem sich ein hoher gewölbter Raum befand. Der rechteckige Hof der Festung war von Flügeln des Hauptgebäudes umgeben, von denen nur ein Bruchstück neben dem Haupttor erhalten blieb. Es wurde auch ein Torgebäude hinzugefügt, das an dem Tor vorragte, in dem sich die Heiligkreuzkapelle im zweiten Stock befand.